# Air Lore
《Air Lore》은 헨리 스레드질, 스티브 맥콜, 프레드 홉킨스로 구성되어 있는 미국의 프리 재즈 트리오 에어의 정규 음반이다. 젤리 롤 모튼과 스콧 조플린의 곡들로 구성되어 있다. 1987년 콤팩트 디스크로 블루버드/RCA를 통해, 모자이크 레코드에서 Complete Novus and Columbia Recordings of Hen Threadgill and Air라는 이름으로 8개의 CD가 들어있는 박스 세트로 발매되었다.
| 전문가 평가                         | 전문가 평가 |
| 평가 점수                           | 평가 점수   |
| 출처                                | 점수        |
| ----------------------------------- | ----------- |
| Allmusic                            | [ 1 ]       |
| Christgau's Record Guide            | A           |
| The Rolling Stone Jazz Record Guide | [ 3 ]       |

## 평가
올뮤직은 별 다섯 개 만점 중 네 개 반을 부여하는 등 이 음반을 극찬하였다. 로버트 크리스트가우도 자신의 책 크리스트가우스 레코드 가이드에서 A를 부여하였으며, 롤링 스톤 재즈 레코드 가이드에서는 별 다섯개 만점을 주었다.

## 트랙 리스트
1. "The Ragtime Dance" (스콧 조플린) – 9:20
2. "Buddy Bolden's Blues (젤리 롤 모튼) – 9:30
3. "King Porter Stomp" (젤리 롤 모튼) – 3:52
4. "Paille Street" (헨리 스레드질) – 2:20
5. "Weeping Willow Rag" (스콧 조플린) – 11:31

## 크레딧
- 헨리 스레드질 - 알토 색소폰, 테너 색소폰, 플루트
- 프레드 홉킨스 - 더블 베이스
- 스티브 맥콜 - 드럼, 퍼커션